# Rosa Luxemburg
Rosa Luxemburg (Zamość, 5 maart 1871 - Berlijn, 15 januari 1919) was een Duitse marxistische politica, filosofe en revolutionaire. Ze werd geboren als Rozalia Luxenburg in een Pools-Joods middenklassengezin, in Weichselland ofwel Russisch Polen. Haar latere achternaam Luxemburg is waarschijnlijk terug te voeren op een schrijffout bij de burgerlijke stand.

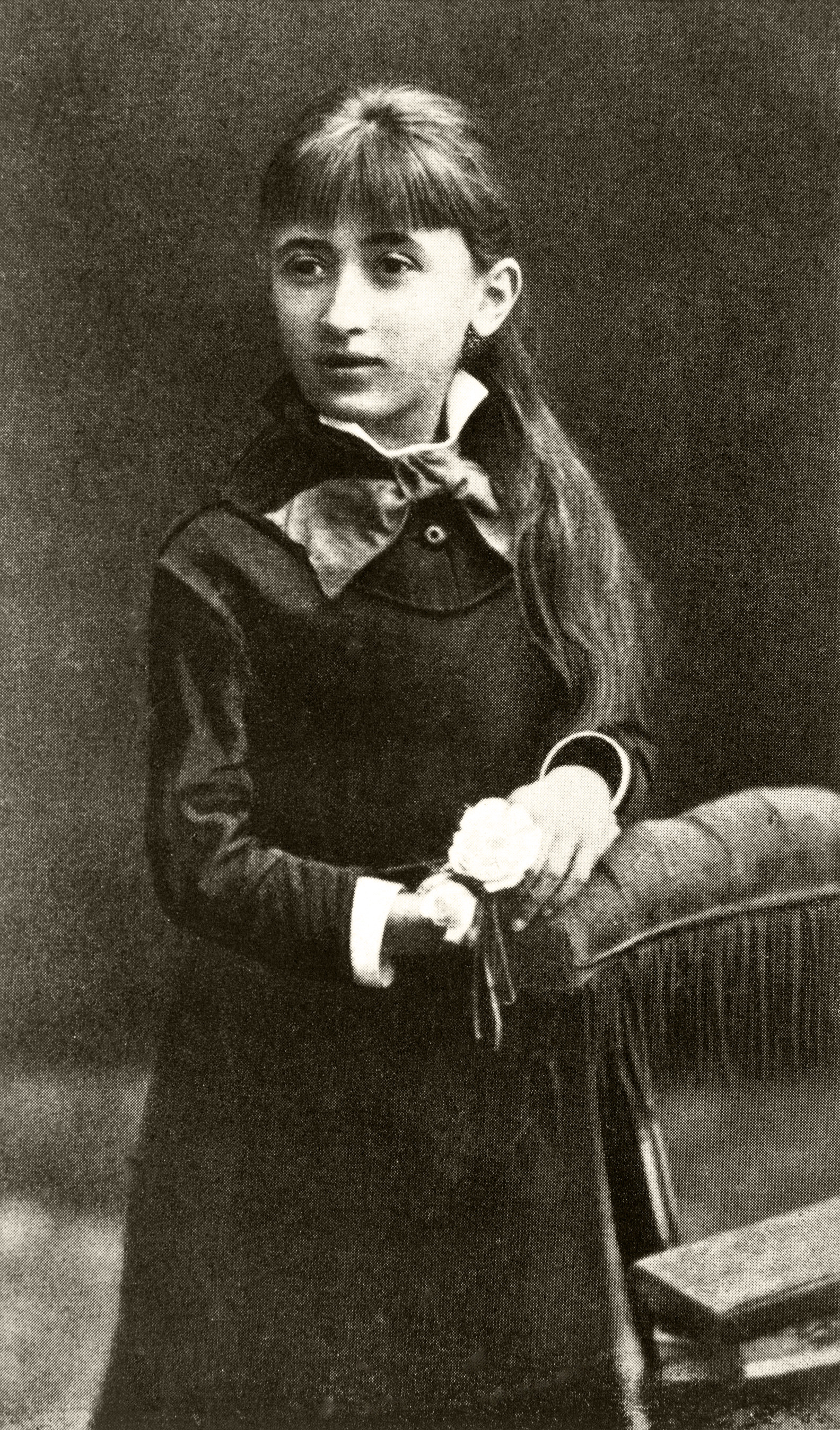
Portret van Rosa Luxemburg op 12-jarige leeftijd, circa 1883

## Leven
Op zestienjarige leeftijd ontwikkelde Luxemburg reeds revolutionaire activiteiten waardoor zij in 1889 gedwongen werd om naar Zwitserland te vluchten. Daar ontmoette ze verbannen Russische revolutionairen als Pavel Axelrod, Anatoli Loenatsjarski en George Plechanov. Zij ving er universitaire studies aan in natuurwetenschappen en politieke economie, maar koos in 1892 in plaats daarvan voor rechten.
Van 1893 tot 1896 gaf ze samen met Leo Jogiches (die 15 jaar lang haar partner was) en Julian Marchlewski een revolutionaire krant uit: Sprawa Robotnicza (Arbeidersbelang). Op 1 mei 1897 promoveerde ze in Zürich magna cum laude tot doctor in de rechten op de Poolse industriële ontwikkeling. In deze periode nam ze voor het eerst deel aan een internationaal socialistisch congres, te Parijs. Ze werd echter weggestemd als afgevaardigde van de Poolse fractie.
In 1898 keerde ze terug naar Polen en stichtte er de Sociaaldemocratische Partij van het Koninkrijk Polen en Litouwen (SDKPiL). Ze moest al snel vluchten, naar Duitsland deze keer, waar ze in datzelfde jaar trouwde met Gustav Lübeck om het Duitse staatsburgerschap te verkrijgen. Tot dan toe had ze haar Russische staatsburgerschap aangehouden. In deze periode schreef ze een van haar belangrijkste werken: Reformisme of Revolutie, dat een polemiek begon tegen de reformistische ideeën van Eduard Bernstein.

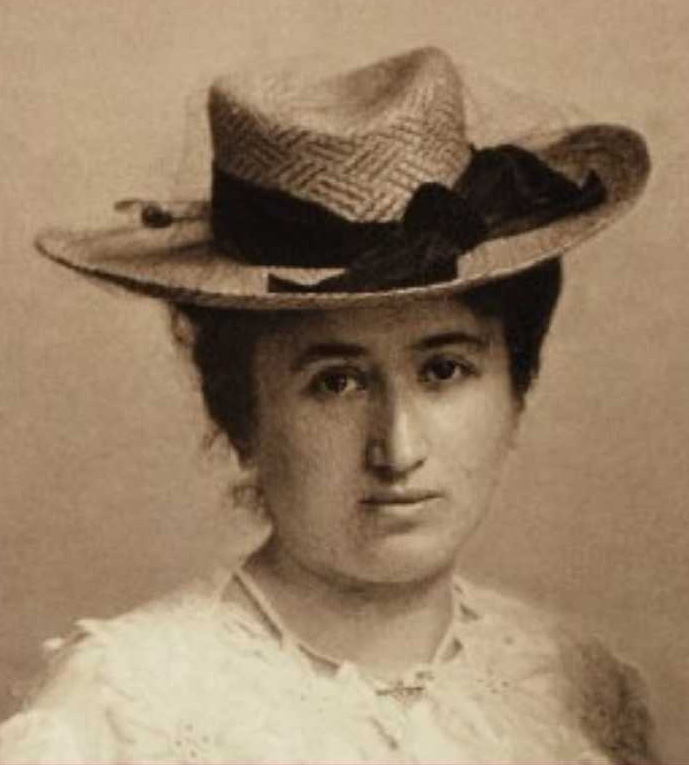
Rosa Luxemburg in 1895

In Reformisme of Revolutie verdedigde zij de ideeën van het revolutionaire marxisme, namelijk dat de verworvenheden van de klassenstrijd alleen maar door een vernietiging van het burgerlijke kapitalisme kunnen worden veiliggesteld. Bernstein bepleitte dat een geleidelijke overgang via parlementaire weg dit ook zou kunnen bereiken. Karl Marx had hier echter al tegen geageerd en noemde dit parlementair cretinisme. Luxemburg ontpopte zich als een van de leiders van de linkervleugel van de Sozialdemokratische Partei Deutschlands (SPD) en ontmoette Karl Liebknecht.
In 1904 schreef ze het programma van de SDPKPiL in een brochure: Wat we willen?. Ze was getuige van de mislukte Russische revolutie (Petrogradse sovjet) van 1905 en trok daar een aantal theoretische conclusies uit. Luxemburg beschreef een socialistische revolutie in haar analyses als een proces waarbij er veranderingen ontstaan in de politieke en economische relatie tussen de arbeiders. Deze veranderingen kunnen alleen maar een groter democratisch gehalte inhouden als de bepalende productiefactoren (zoals fabrieken) onder democratische arbeiderscontrole komen. Na het neerslaan van de Petrogradse sovjet werd zij in 1906 gevangengenomen in Warschau, waar ze echter om gezondheidsredenen vrijgelaten werd.
In 1907 kwam het op relationeel vlak tot een breuk met Jogiches. Luxemburg had daarna nog een korte flirt met Konstantin Zetkin, de zoon van Clara Zetkin.

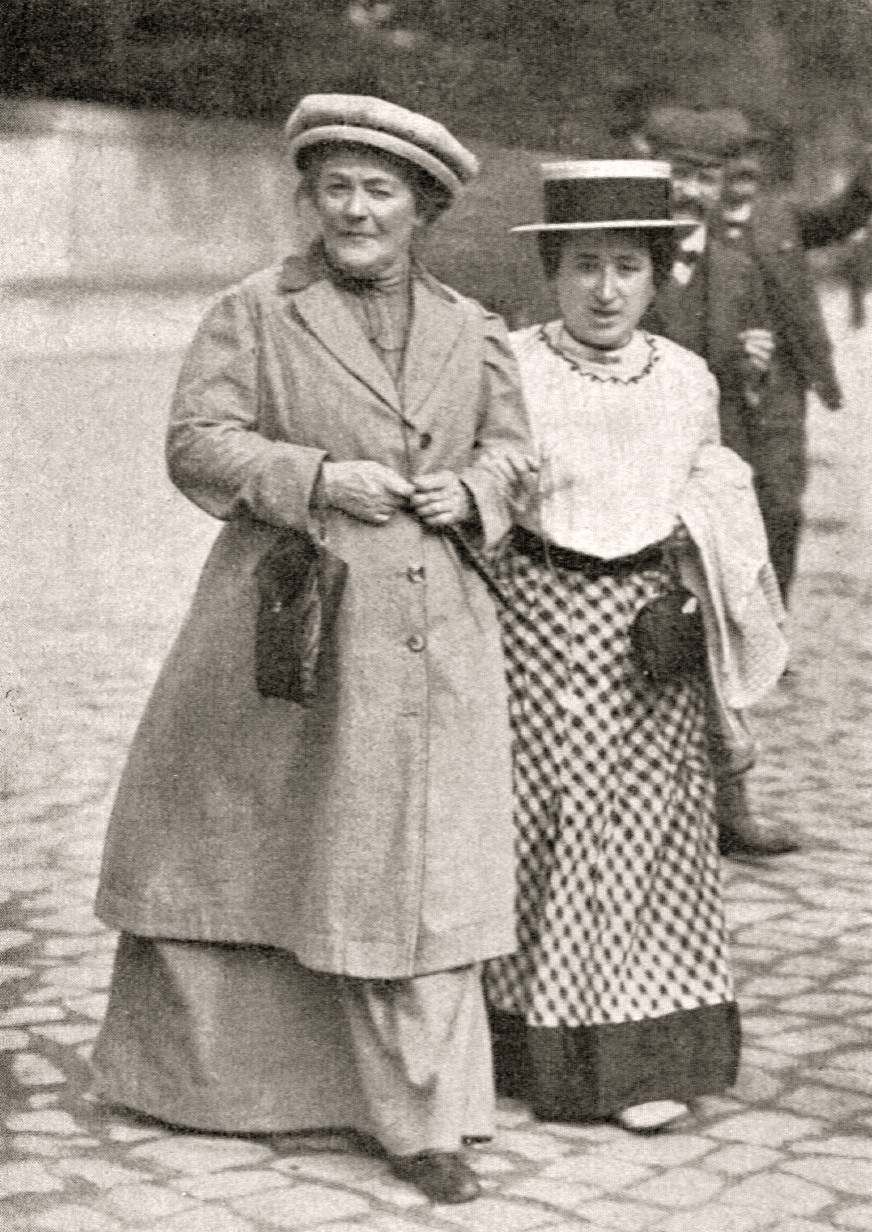
Luxemburg (rechts) met Clara Zetkin

Zij keerde terug naar Duitsland, waar ze een aantal jaren doceerde aan de partijschool van de SPD. Ze gebruikte deze relatief rustige periode in haar leven om haar andere belangrijke werk, Accumulatie van het Kapitaal, te schrijven en om haar ideeën over een algemene staking als politiek wapen scherp te formuleren. In Accumulatie van het Kapitaal kwam ze tot de conclusie dat het kapitalisme, door een steeds grotere concentratie van kapitaal in handen van een steeds kleinere groep mensen, onvermijdelijk in een reeks crises ten onder moet gaan. Dit wordt samengevat in het aforisme waar ze de mensheid voor een keuze stelt tussen Socialisme of Barbarij. Dit aforisme komt niet voor in Accumulatie van het Kapitaal maar wel in het zogenaamde Juniuspamflet (1916) dat onder een schuilnaam (Junius) werd geschreven. Tijdens een toespraak, gehouden op 26 maart 1913 te Frankfurt, riep ze op tot verzet tegen de dreigende oorlog. Dit werd door een rechtbank geïnterpreteerd als een oproep tot burgerlijke ongehoorzaamheid. Hiervoor werd ze veroordeeld tot vier jaar gevangenisstraf (die ze tijdens de Eerste Wereldoorlog uitzat).
Ondertussen polemiseerde ze binnen de SPD tegen de parlementaire goedkeuring van de oorlogskredieten. Tijdens de stemming van 21 december 1914 in de Rijksdag stemde alleen Liebknecht tegen. De SPD ontzegde haar de toegang tot de partijkranten. Hierdoor zag ze zich verplicht om een eigen krant op te richten, Die Internationale. Deze krant werd ondersteund door Liebknecht, Clara Zetkin en gefinancierd door Leo Jogiches.
Uit onvrede over de gematigde houding van de sociaaldemocraten verliet zij de SPD en richtte in 1916 samen met Karl Liebknecht de Spartakusbund op. De gematigde houding van de SPD kwam onder meer tot uiting in het goedkeuren, tegen de richtlijnen van de Tweede Internationale in, van de oorlogskredieten die de Duitse oorlogsinspanning tijdens de Eerste Wereldoorlog moesten financieren.
Op 28 juni 1916 werd zij tot een gevangenisstraf van twee jaar veroordeeld; zij moest het grootste deel van de Eerste Wereldoorlog in de gevangenis doorbrengen. Vanuit de gevangenis schreef zij het Juniuspamflet, een reeks brieven (de Spartakusbrieven) en de Russische Revolutie. In Russische Revolutie stelt ze dat de Oktoberrevolutie maar een eerste stap is naar een wereldrevolutie van het proletariaat. In 1918 ontbrandden er in Europa inderdaad verschillende revolutionaire haarden (Hongarije, Italië, Duitsland).
In december 1918 vormde ze samen met Liebknecht de Spartakusbund om tot de Communistische Partij van Duitsland (KPD). Deze partij zou zich later bij de Comintern aansluiten. In navolging van het Russische voorbeeld brak er ook in Duitsland een revolutie uit, de Spartacusopstand, onder leiding van Luxemburg en Liebknecht. Ze riepen een algemene staking uit, maar verschilden van mening over het doel. Anders dan Liebknecht wilde Luxemburg nog de parlementaire weg bewandelen en stond ze kritisch tegenover het Russische voorbeeld. De regering week uit naar Weimar en liet militairen en rechtse knokploegen vrij spel. Uit de kringen van deze rechtse Freikorpsen (Vrijkorpsen) zou later de SA van Ernst Röhm en Adolf Hitler gerekruteerd worden.
In de nacht van 15 op 16 januari 1919 werden Luxemburg en Liebknecht gevangengenomen, ondervraagd in het Berlijnse Edenhotel en in de nabije Tiergarten vermoord door Hermann Wilhelm Souchon, lid van een Freikorps (Marine-Brigade Ehrhardt). Het lijk van Rosa Luxemburg werd in het Landwehrkanaal gegooid ter hoogte van de Liechtensteinbrücke. In dit kanaal werden in de loop van de daarop volgende weken nog honderden vermoorde (vermeende) spartakisten gegooid. Wilhelm Pieck werd ook gevangengenomen, maar kon ontsnappen. Pas op 31 mei werd het lichaam van Luxemburg opgevist uit een sluis. Ze werd op 13 juni 1919 bij Liebknecht begraven op de Zentralfriedhof in Berlin-Friedrichsfelde.

## Processen rond de moord
De moord op Rosa Luxemburg leidde tot een gepolitiseerd proces, met de SPD die tussenkwam in de samenstelling van de krijgsraad. Het vonnis stelde in mei 1919 vast dat Otto Runge had geprobeerd haar te vermoorden en dat Kurt Vogel haar had neergeschoten maar gaf hen slechts twee jaar gevangenisstraf omdat niet kon worden uitgemaakt wie van beiden de dood had veroorzaakt. Vogel ontkwam naar Nederland, naar achteraf bleek met behulp van rechter Wilhelm Canaris, en werd niet verder verontrust door uitleveringsverzoeken. De daadwerkelijke schutter, Hermann Souchon van de paramilitaire Garde-Kavallerie-Schützen-Division, werd niet vervolgd.
In 1962 uitte Waldemar Pabst, toenmalig generaal van de GKSD, zich als de trotse opdrachtgever van de moord. Hij identificeerde ook Souchon als de uitvoerder, maar liep prompt aan tegen een veroordeling wegens laster op basis van het vonnis uit 1919 dat als rechterlijke waarheid gold. De regering van West-Duitsland scheen de dubbelmoord op Luxemburg en Liebknecht te legitimeren door te spreken over "standrechtelijke executies". Pabst stierf in 1969 en liet een brief na waarin hij stelde gedekt te zijn geweest door minister Gustav Noske en president Friedrich Ebert.

## Postume uitgave
In 1919 besloten Leo Jogiches, Clara Zetkin en Mathild Jacob om haar verzamelde werken uit te geven. Deze uitgave liep echter vertraging op vanwege de controversen die Rosa Luxemburg had gehad met Lenin rond het nationaliteitenvraagstuk. Lenin stelde in Over het recht der Volkeren op Zelfbeschikking dat een volk dat zich onderdrukt voelt het recht heeft op zelfbeschikking en onafhankelijkheid. Dit bracht hem ertoe om na de Oktoberrevolutie Finland onafhankelijkheid te geven. Rosa Luxemburg stelde echter dat meer onafhankelijke landen een verzwakking van de arbeidersklasse betekent. Nog meer vertraging werd er opgelopen toen Stalin aan de macht kwam. Hij beschouwde haar controverses met Lenin als zeer gevaarlijk. Dit maakte dat haar werken pas in 1970-1975 uitkwamen.

## Rosa Luxemburg en de vrouwenbeweging
In de jaren zeventig van de 20e eeuw herontdekte de vrouwenbeweging Rosa Luxemburg, hoewel zij zich nooit specifiek op dit thema heeft geprofileerd. Zij heeft steeds benadrukt dat de bevrijding van de vrouw integraal deel moest uitmaken van de bevrijding van de arbeidersklasse en dat, omgekeerd, de bevrijding van de arbeidersklasse nooit volledig kan zijn zonder de bevrijding van de vrouw. In 1986 maakte Margarethe von Trotta een film over Rosa Luxemburg met in de hoofdrol Barbara Sukowa.

## Laatste woorden
Op de vooravond van haar dood, terwijl de Spartacusopstand reeds zeer bloedig werd neergeslagen, schreef Luxemburg haar laatst bekende woorden. Ze zijn een uitdrukking van de wreedheid van de repressie en van de hoop dat haar idealen het ooit zullen halen:
"Orde heerst in Berlijn. Gij stompzinnige beulsknechten! Uw orde is op zand gebouwd. De revolutie zal zich morgen reeds met luide galm verheffen en tot uw schrik onder bazuingeschal verkondigen: ik was, ik ben en ik zal zijn."

## Uitspraken

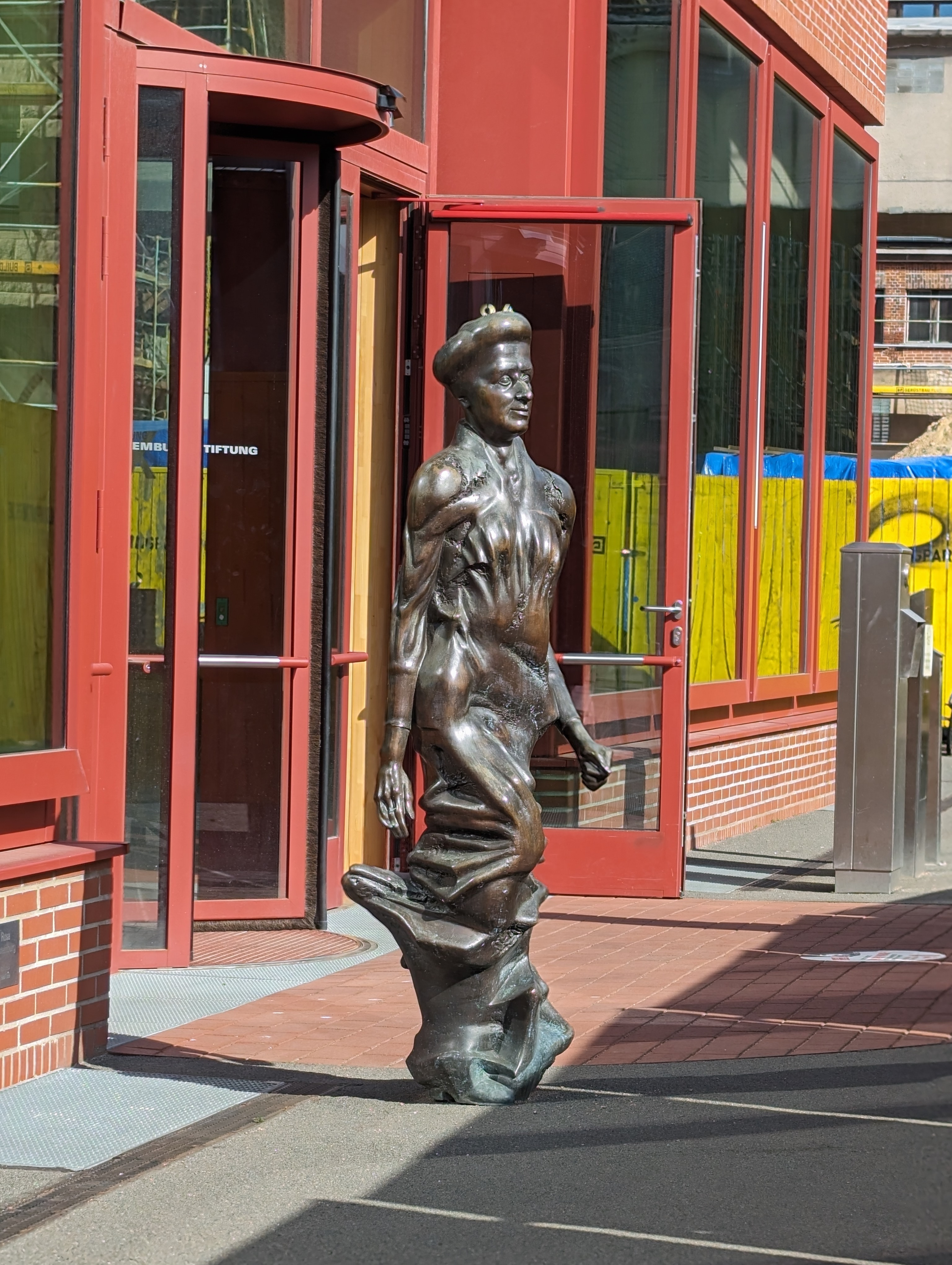
Het beeld van Rosa Luxemburg door Rolf Bieblin voor het gebouw van de Rosa Luxemburg Stiftung in Berlin-Friedrichshain

- De revolutie, de revolutie is beeldschoon. De rest is kwark.
- De SPD stinkt als een lijk.
- Stijgende dividenden, vallende arbeiders.
- Vrijheid is altijd in de eerste plaats de vrijheid van de andersdenkende.
- Wie niet beweegt, merkt zijn boeien niet.

## Publicaties
- Hervorming of revolutie? Aksant (2006), ISBN 978-90-5260-220-2
- Rosa Luxemburg-archief,[5]
- De fabel van het linkse ongelijk : de bolsjewistiese katastrofe: een nieuwe kans voor het socialisme: met libertaire teksten van Rosa Luxemburg, Anton Pannekoek, Henriette Roland Holst en Arthur Lehning, Amsterdam, Stichting Rode Emma (1990)
- Brieven, Amsterdam, Van Oorschot (1976/1958)
- Ons program en de politieke situatie, Amsterdam, Pegasus (1973)
- Massastaking, partij en vakbonden, Nijmegen, SUN (1971)
- Rosa Luxemburg en Ton Regtien over parlementarisme, Utrecht, Socialistische Jeugd van Nederland (1971)
- Orde heerst in Berlijn, artikelen en brieven uit de periode 1916-1919; verschenen in de serie "Manifesten" van L.J.C. Boucher, Den Haag (1970), ISBN 90-6068-102-9
- Karl Liebknecht en Rosa Luxemburg over misdaad en straf, Amsterdam, Bos (1922)